# Sobralia rigidissima
Sobralia rigidissima är en orkidéart som beskrevs av Jean Jules Linden och Heinrich Gustav Reichenbach. Sobralia rigidissima ingår i släktet Sobralia och familjen orkidéer. Inga underarter finns listade i Catalogue of Life.